# Олейникова, Евгения Сергеевна
Евгения Сергеевна Олейникова (укр. Олєйнікова Євгенія Сергіївна; род. 2 декабря 1994 года) — украинская пловчиха в ластах.

## Карьера
Воспитанница киевской ДЮСШ «Дарница-303». Её подготовкой занимается тренер Чекоданова Н. В.
На двух чемпионатах мира становилась призёром в длинной эстафете.
На двух чемпионатах Европы становилась призёром в длинной эстафете, смешанной эстафете и в индивидуальном заплыве на 800 метров в ластах.
В 2015 году стала чемпионкой мира в смешанной эстафете, а также завоевала две бронзы в индивидуальных дисциплинах.